# Oligopeptydy

Wzór strukturalny glutationu

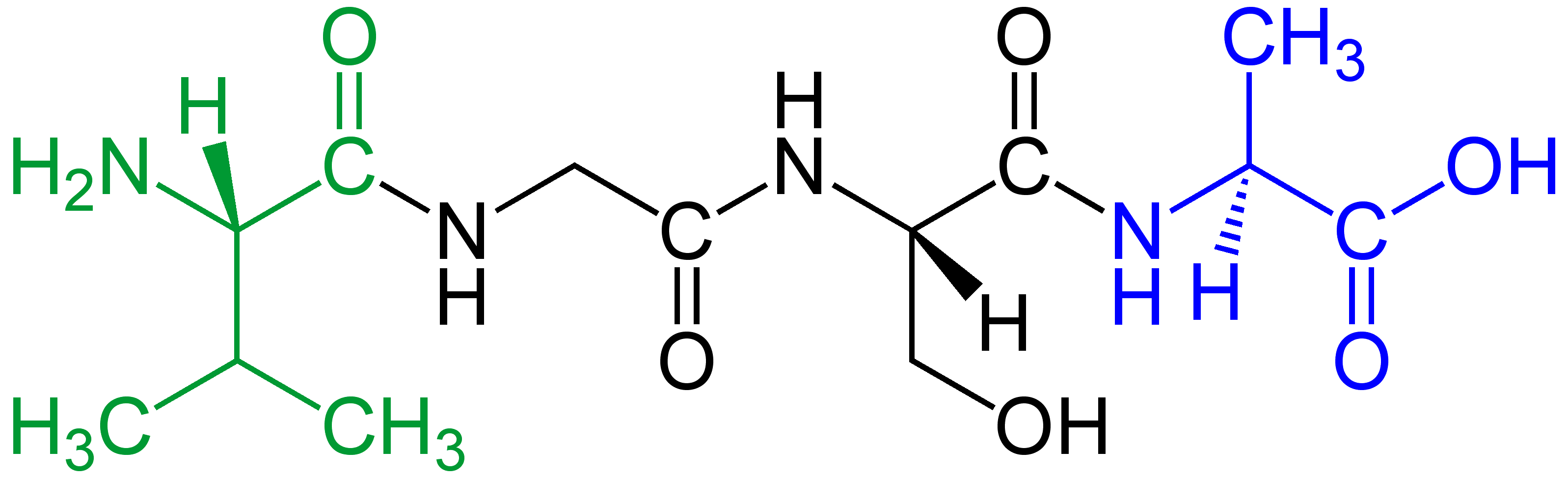
Tetrapeptydy

Oligopeptydy – krótkie peptydy, zbudowane z dwóch do kilkunastu reszt aminokwasowych połączonych wiązaniami peptydowymi (górny limit wielkości oligopetydów nie jest precyzyjnie określony). Mogą być izolowane ze źródeł naturalnych. Do naturalnych oligopeptydów należą m.in. glutation, niektóre antybiotyki oraz wazopresyna (tzw. adiuretyna) i oksytocyna.
Wśród oligopeptydów można wyróżnić:
- dipeptydy, złożone z dwóch reszt aminokwasowych (np. karnozyna, anseryna)
- tripeptydy, złożone z trzech reszt aminokwasowych (np. glutation)
- tetrapeptydy, złożone z czterech reszt aminokwasowych
- pentapeptydy, złożone z pięciu reszt aminokwasowych
- heksapeptydy, złożone z sześciu reszt aminokwasowych  (np. angiotensyna IV)
- heptapeptydy, złożone z siedmiu reszt aminokwasowych (np. angiotensyna III)
- oktapeptydy, złożone z ośmiu reszt aminokwasowych (np. angiotensyna II)
- nonapeptydy, złożone z dziewięciu reszt aminokwasowych (np. wazopresyna, oksytocyna)
- dekapeptydy, złożone z dziesięciu reszt aminokwasowych (np. angiotensyna I, gramicydyna S)